# Широкий Луг (Україна)
Широ́кий Луг —  село в Україні, в Закарпатській області, Тячівському районі. Входить до складу Нересницької сільської громади. 
Населення становить 1964 осіб.

## Історія
Село засноване 1638 року. Згідно з місцевою легендою, першими поселенцями краю були соратники опришківського отамана Ґренджоли, які прибули сюди із Галичини. З-поміж них згадують про засновників родів  Шпілька, Дудла, Мідянка, Поковби, Шелемба, Танчинця. На сьогодні ці роди є найбільш чисельними у Широкому Лузі.
Село заселили підлеглі родини Довгаї  із сіл Брустури та Тарасівка, ймовірно, між 1605 та 1638 роками, оскільки його назва ще до цього часу не фігурувала у грамотах. У другій половині 17 століття село було придбане у Довгаї родиною Bölsei Budai
У 1781 році виникла парохія, яку впродовж ХІХ століття почергово очолювали Георгій Русин (1844), Антоній Грабар (1854-1896) та Антоній Ізай.
У 1895 році священник Антоній Грабар разом із єпископом Юлієм Фірцаком освятили церкву в селі.Це була греко-католицька кам,яна церква.Греко-католики тоді переважали в селі На початку 20-х років ситуація стала мінятись. Станом на 1936 рік з 1952-х жителів села  1636 стало православними.  В цьому ж році збудовано невелику  дерев,яну православну церкву  Успіння Пр.Богородиці.Саме цю церкву зобразив чеський художник В.Фіала на картині "Неділя в Широкому Лузі".Церква не збереглася,була розібрана у 1959 році.    
храм Покрови пр. богородиці.  
У 1751 р. згадують дерев’яну церкву св. Параскевії з вежею, вкриту шинґлами, з двома дзвонами і всіма образами.
У шематизмі 1883 р. згадують дерев’яну церкву св. Параскевії, збудовану в 1785 р. У 1895 р. дерев’яну готичну церкву передано в Підплешу, а в Широкому Лузі збудовано муровану базилічну церкву добрих пропоцій зі стрункою вежею, вкритою конічним шатром.
У 1907 р. на вежу підняли дзвони. Нині там п’ять дзвонів. Найбільший відлив Фрідєш Шелтенгофер у Шопроні (Угорщина) в 1883 р. за священика Антона Грабара та дяка Степана Русина, а замовив роботу Федір Дьолоґ. Ще один дзвін виготовив Ян Ґедеон у Пряшеві в 1930 р. на замовлення православної громади. Два малі дзвони – продукція фірми “Акорд” з 1935 р. (один з них купив Іван Поковба з дружиною) і найменший – з 1925 р.
У 1965 р. конічне завершення вежі було замінено новим.

Потрібно віддати належне чеському художнику Вацлаву Фіалі, який за часів Чехословаччини приїжджав сюди з сім‘єю на plein air і залишив не тільки теплі спогади про Широкий Луг, а й зберіг його фраґментально на своїх картинах. Картина - «Неділя в Широкому Лузі» щезла у вирі Другої світової війни. Збереглася лише репродукція.

## Географія
У селі річка Липовець впадає у річку Лужанку.

## Населення

### Мова
Розподіл населення за рідною мовою за даними перепису 2001 року:
| Мова       | Кількість | Відсоток |
| ---------- | --------- | -------- |
| українська | 1959      | 99.75%   |
| російська  | 5         | 0.25%    |
| Усього     | 1964      | 100%     |

## Туристичні місця
- Вершина гори Великий Камінь — геологічна пам'ятка природи місцевого значення.
- храм Покрови пр. богородиці. 1895.
- юдейське кладовище

## Відомі люди
- Мідянка Петро Миколайович - український поет.
- Орос Ярослав Миколайович - український письменник.